# Léopoldine von Sternberg
La comtesse Léopoldine von Sternberg (Maria Leopoldine Walburga Eva ; née le 11 décembre 1733 à Vienne ; † 27 juin 1809 à Valtice) est une princesse consort de et du Liechtenstein. Elle descend par son père d'une ancienne famille de nobles de Bohème. Mère de deux princes souverains du Liechtenstein, elle a gravité, à la fin de sa vie, dans l'entourage de l'empereur Joseph II, archiduc d'Autriche.

## Biographie
Née de l'union du comte François-Philippe von Sternberg et de son épouse, Marie-Léopoldine von Starhemberg, elle se marie le 6 juillet 1750 avec le prince François-Joseph 1er von Liechtenstein. Lorsque son époux hérite du trône de son oncle, Joseph Wenzel de Liechtenstein, mort sans enfant, en 1772, elle devient alors princesse consort de et du Lichtenstein.
Elle a huit enfants dont,
- Léopoldine de Liechtenstein (1754-1823) qui épouse Charles Emmanuel de Hesse-Rheinfels-Rotenburg ;
- Alois Ier(1759-1809) successeur de son père après 1781, mort sans postérité ;
- Jean 1er Népomucène von Liechtenstein (1760-1836), successeur de son frère aîné et protagoniste de la bataille d'Austerlitz ;
- Marie-Josèphe-Hermengilde de Liechtenstein (1768-1845) qui épouse le prince hongrois Nicolas II Esterházy (1765-1833).

Veuve en 1781, la princesse Léopoldine passe l'essentiel de la fin de sa vie chez sa fille cadette, la princesse Esterházy, à Hütteldorf, en Autriche. Avec sa fille et d'autres dames de la haute noblesse, elle participe à un "cercle des princesses" influentes qui se réunit régulièrement à Vienne, sous la direction d'Eléonore de Liechtenstein (de) pour discuter de sujets politiques et qui gravite autour de l'empereur Joseph II. Elle décède en 1809 au château du Liechtenstein à Feldsberg, en Moravie du Sud. Elle n'a pas été inhumée dans le caveau de la Liechtenstein à Vranov, mais dans l'église paroissiale de Hütteldorf, située aujourd'hui à Vienne.

## Sources et références